# 死を招くボタン・ゲーム
「死を招くボタン・ゲーム」（しをまねくボタン・ゲーム、原題: Button, Button）は、アメリカ合衆国の作家であるリチャード・マシスンの短編小説（ホラー小説）。
この小説はアメリカ本国版の『プレイボーイ』1970年6月号に掲載された。

## ストーリー
ニューヨークのマンションに住むアーサーとノーマのルイス夫妻のもとへ、ある日の夕方、押しボタン装置が取り付けられた小さな木箱が届く。それには「午後八時、スチュワードという者がお伺いします」というメッセージが添付されていた。
不審なセールスマンかと訝りながらも、時間通りに来たスチュワードを夫婦は迎え入れ、彼の話を聞く。彼はその装置を「通報ベルのボタン」だと言い、「ボタンを押すと世界のどこかであなたがたの知らない人が死んで5万ドルが手に入る」と語る。
あまりにも怪しげな取引に一度は断った夫婦だが、大金の誘惑に惹かれて二人は再び装置を取り寄せ、ノーマがボタンを押す。と同時に夫のアーサーの事故の知らせと保険金の話が入ってくる。
スチュワードからノーマに、「あなたはほんとうにご主人のことをご存じだったと思いますか?」と電話がかかる。

## 日本語版
日本語版『プレイボーイ』1979年11月号に、「死を招くボタン・ゲーム」の題名で翻訳される（伊藤典夫・訳）。
2010年3月、ハヤカワ文庫NVより、映画『運命のボタン』の日本公開にあわせて、同題の短編集に収録・出版される。

## 映像化
この短編小説は、1985年に放送されたテレビドラマ『トワイライト・ゾーン』の『欲望のボタン』(原題：Button, Button)の原作である。また、2009年には『運命のボタン』として映画が製作・全米公開され、2010年には日本で公開された。